# Filchenharder Graben
Der Filchenharder Graben ist ein linker und westlicher Zufluss des Wurmbachs im mittelfränkischen Landkreis Weißenburg-Gunzenhausen.

## Verlauf
Der Filchenharder Graben entspringt nahe einer Straße westlich des namengebenden Ortes Filchenhard, östlich des Cronheimer Waldes und nordöstlich von Cronheim auf einer Höhe von etwa 439 m ü. NHN. Der Bach fließt ostwärts, dann kurz südostwärts und dann wieder ostwärts. Nachdem er die Staatsstraße 2219 und die Bahnstrecke Nördlingen–Pleinfeld unterquert hat, durchfließt er zuletzt durch den Ort Oberwurmbach und mündet an dessen Ostrand nördlich des Wurmbacher Bergs und westlich des Dorfes Unterwurmbach unweit der Bundesstraße 466 nach einem Lauf von rund 3,2 Kilometern auf einer Höhe von etwa 423 m ü. NHN von links in den Wurmbach. Etwa 800 Meter flussabwärt mündet auch der Hambach in den Wurmbach. Der Filchenharder Graben durchfließt während seines gesamten Laufs eine weite Offenlandschaft, stellenweise fließt er aber am Waldrand entlang.